# Barraba
Barraba is een dorp in de Nieuw-Engelandstreek in noordelijk New South Wales, Australië. Het dorp valt sinds 2004 administratief onder de Tamworth Regional Council. Het is bekend vanwege het Bundarra-Barraba Vogelgebied, de habitat van de bedreigde Geschubde lelhoningeter (Anthochaera phrygia).
Barraba ligt 477 km ten noordwesten van Sydney, 548 km ten zuidwesten van Brisbane en 90 km ten noorden van Tamworth, de dichtstbijzijnde stad. Barraba ligt aan de Manillarivier en de Fossickers Way, een toeristische weg in het Nandewargebergte.

## Geschiedenis
De inheemse Kamilaroi (of Gamilaraay) Aborigines woonden reeds in het district voordat de Europeanen zich er vestigden. De eerste Europeaan in het district was de ontdekkingsreiziger en plantkundige Allan Cunningham in 1827. De eerste boerderij in het district, Barraba Station, werd in 1837 of 1838 opgericht. Het toekomstig dorp werd in 1852 opgemeten.
Een Goldrush zorgde in de jaren 1850 voor de groei van de nederzetting. Het eerste postkantoor werd in 1856 geopend en de eerste school werd in 1861 geopend. De eerste anglicaanse kerk werd in 1876 gebouwd en de eerste bank werd ook in 1876 geopend. Het eerste hotel, the Commercial Hotel, werd in 1878 gebouwd en het gerechtsgebouw werd in 1881 gebouwd. In 1885 werd Barraba als een dorp geproclameerd. Het ziekenhuis werd in 1891 geopend en de methodistische kerk werd in 1898 gebouwd.
De plaatselijke krant, The Barraba Gazette, werd in 1900 voor het eerst gepubliceerd. De Katholieke kerk werd in 1906 gebouwd. De Barraba-takspoorlijn bereikte Barraba in 1908. De laatste passagierstrein naar Barraba reed in 1983 en de takspoorlijn werd in 1987 gesloten. In 1933 werd de Connorsbeekdam gebouwd om de watervoorraad van het dorp te verbeteren.

## Mijnbouw

### Koper
In 1889 werd nabij Gulf Creek koper ontdekt. Gulf Creek ligt 22 km ten noordoosten van Barraba. De mijn werd in 1892 opgericht. Een dorpje werd gesticht waarin een postkantoor, een hotel en een school gebouwd werden. In 1901 was het de grootste kopermijn in New South Wales en had het dorpje 300 inwoners. De kopermijn werd in de jaren 1930 gesloten. De school werd in 1957 gesloten en het postkantoor werd in 1965 gesloten. Het dorpje werd verlaten.

### Asbest
Nabij Woodsreef werd van 1919 tot 1983 asbest gedolven. Woodsreef was een dorpje 15 km ten oosten van Barraba. De asbestmijn werd in 1974 uitgebreid maar uiteindelijk in 1983 gesloten. De mijn had 500 000 ton wit asbest geproduceerd. 75 000 000 ton afval en 25 000 000 ton asbest bleven er achter. De asbesthoop beslaat 43 hectare en is tot 70 m hoog. Het dorpje werd verlaten.
Een televisiereportage beschreef in 2008 de groeiende angst over het achtergebleven asbest. Het asbest zou een gevaar zijn voor de gezondheid van inwoners en toeristen. De Asbestos Diseases Foundation of Australia heeft een toegangsverbod en de sanering van de mijnsite gevraagd. Een openbare grindweg liep door de mijnsite tot deze in 2013 gesloten werd.
Hunter New England Health heeft een dringende studie over het gezondheidsgevolgen voor de Barrabagemeenschap uitgevoerd. Deze studie is volledig maar is nog niet publiek gemaakt.
De Ombudsman van New South Wales verklaarde in 2010 dat het de enige nog niet gesaneerde asbestmijn in de deelstaat was.

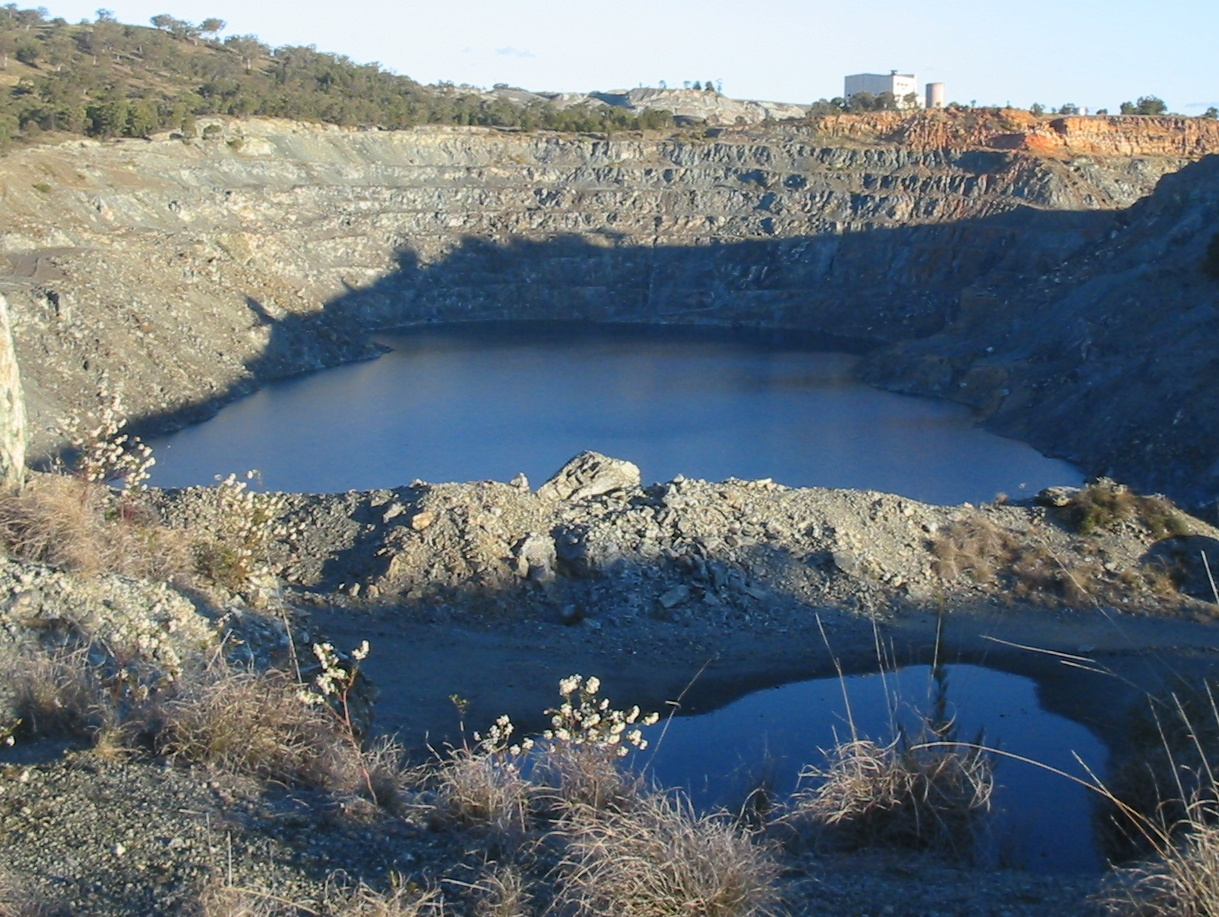
De asbestmijn bij Woodsreef
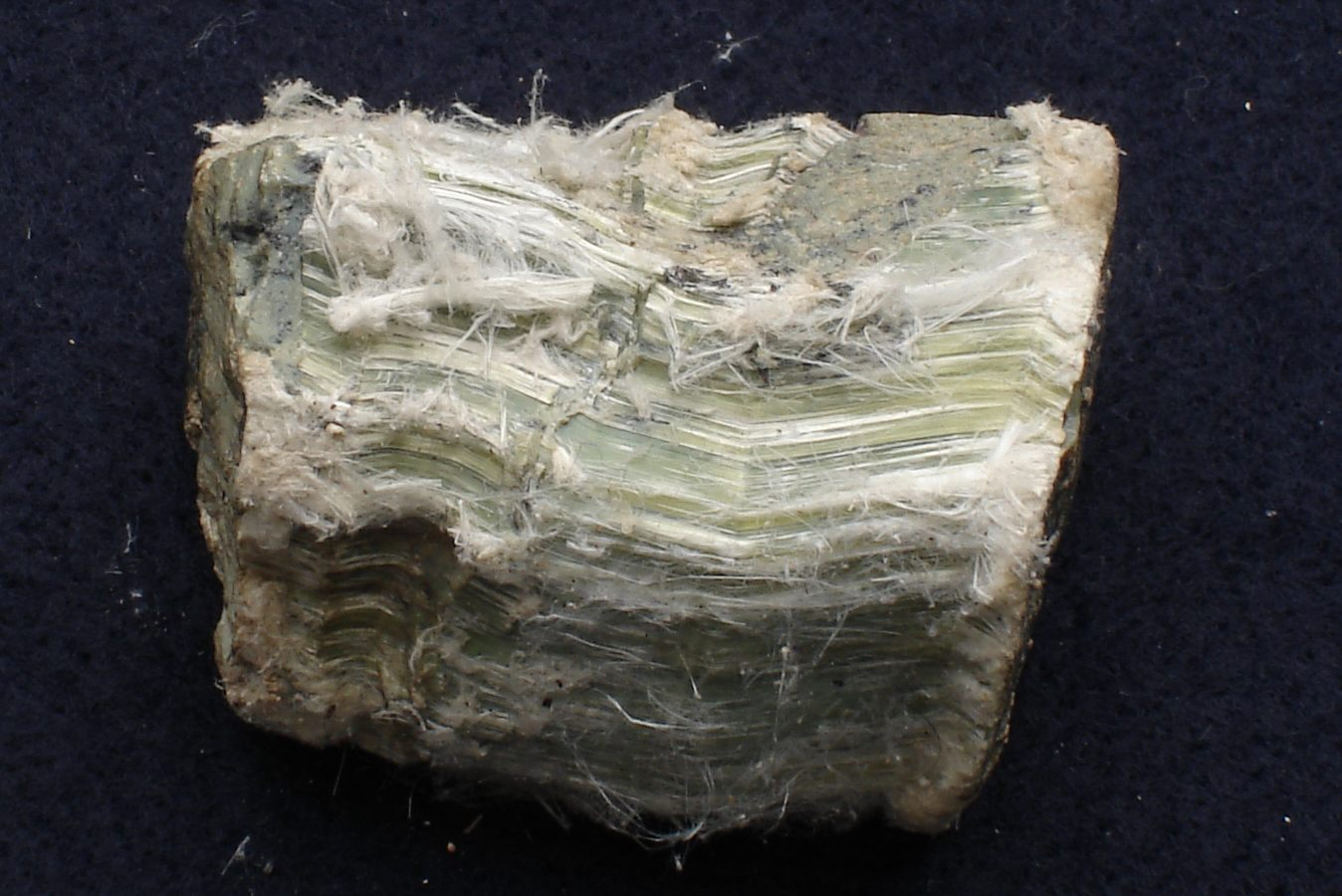
Asbest
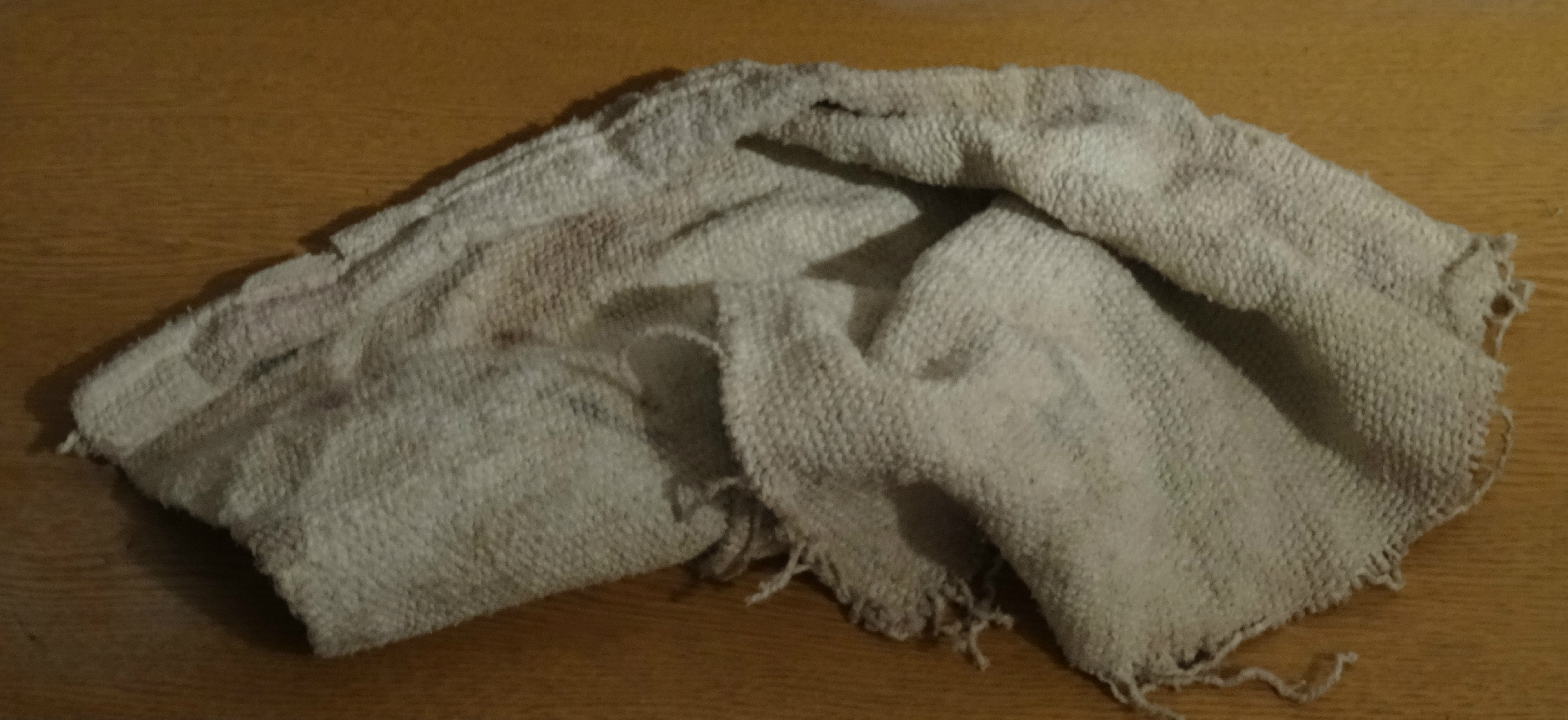
Asbeststof
Asbestose

### Diatomeeënaarde
De diatomeënaardemijn werd in 1982 opgericht.

### Prospectie
Pyriet, jaspis, granaat, zeoliet, en rooi-, bruin- en geelkwarts werden reeds in het district gevonden. Men kan er ook fossielen vinden.

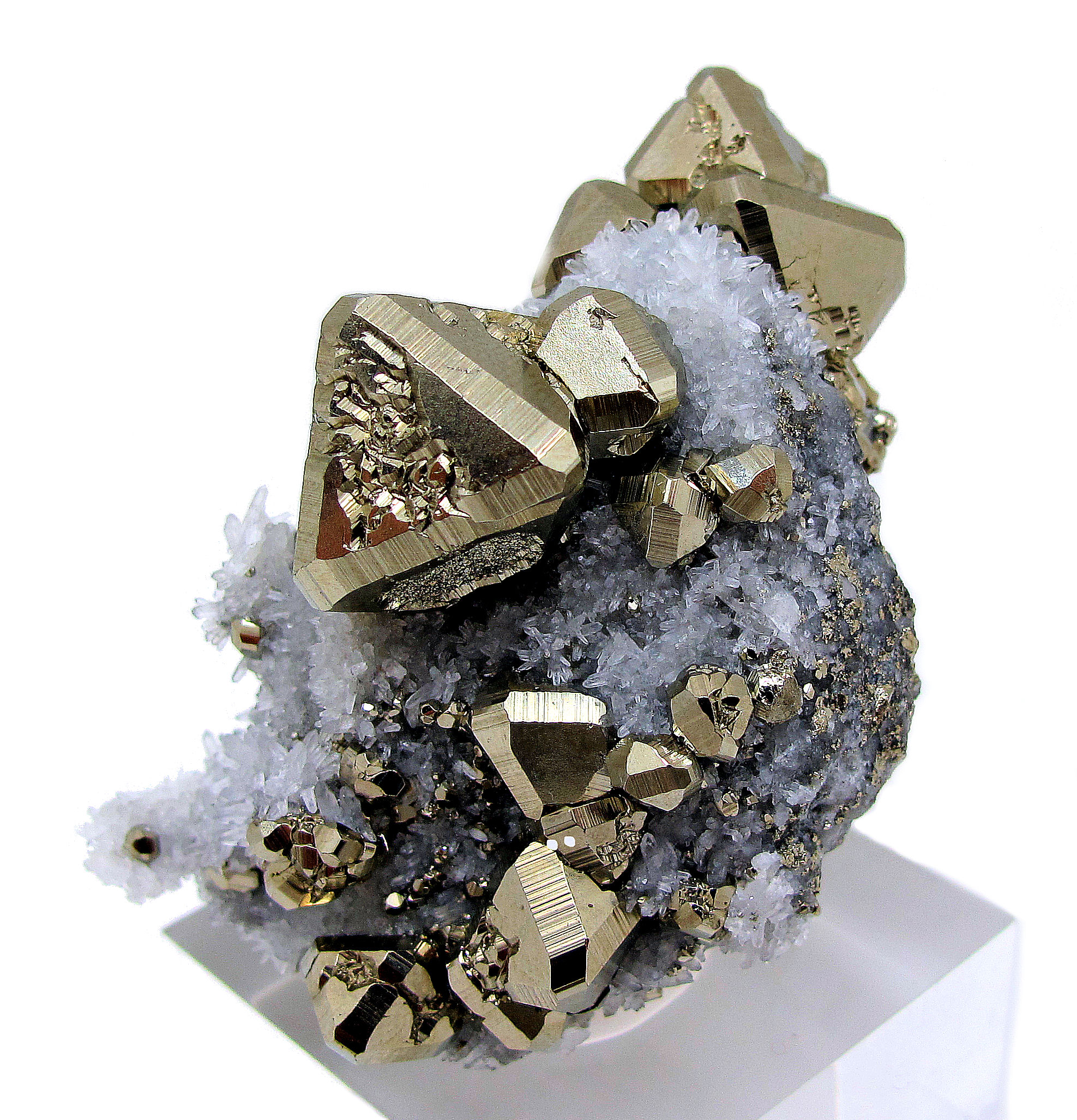
Pyriet
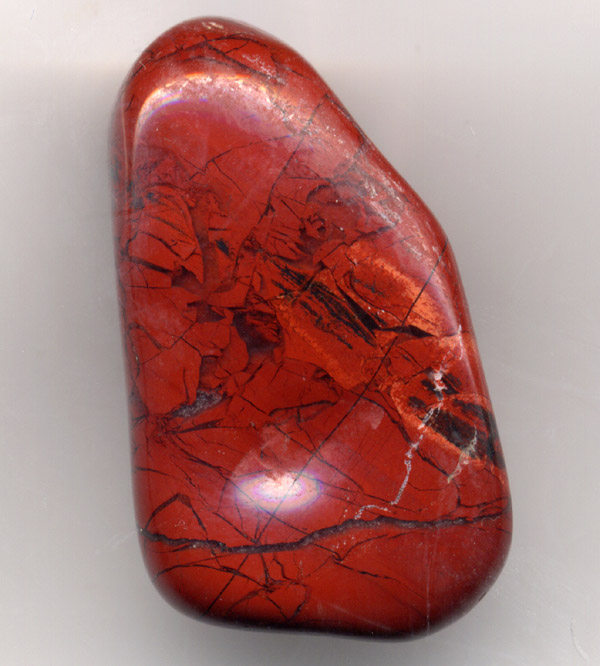
Rooijaspis
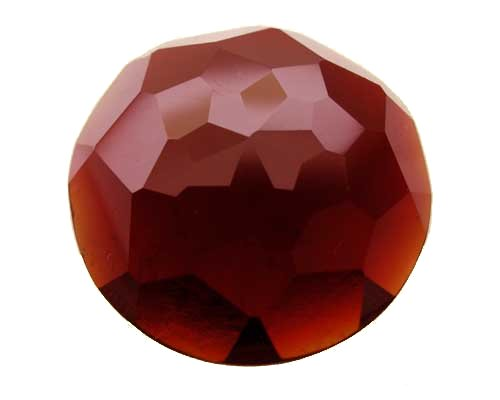
Granaat
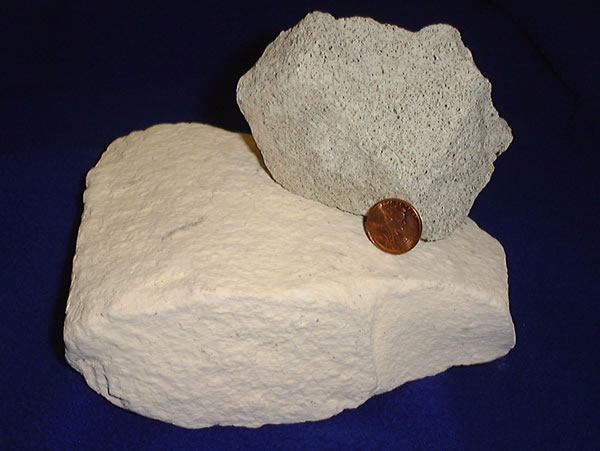
Zeoliet

## Landbouw
Slachtvee, merinoschapen, en tarwe worden in het district geteeld.

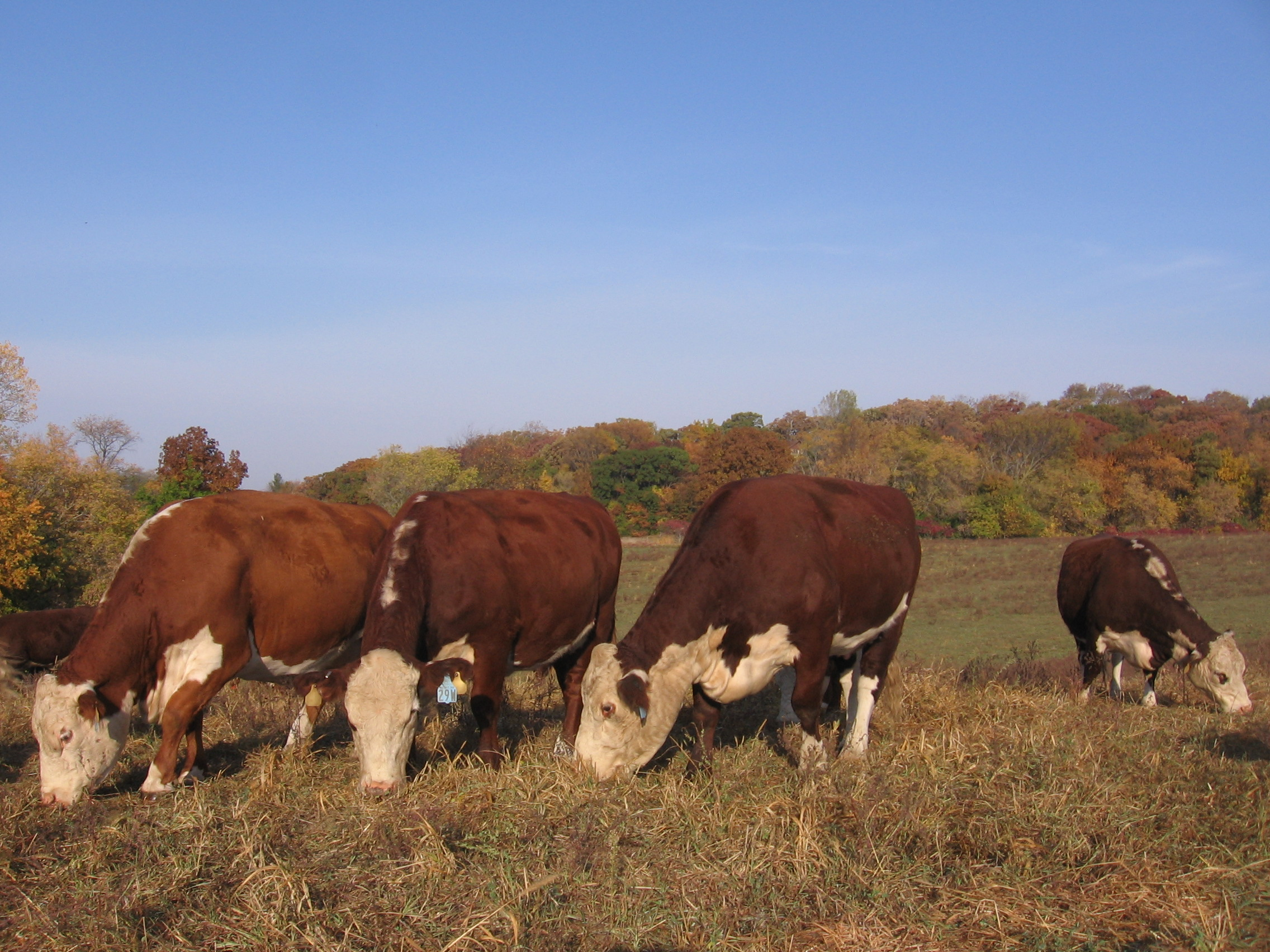
Slachtvee
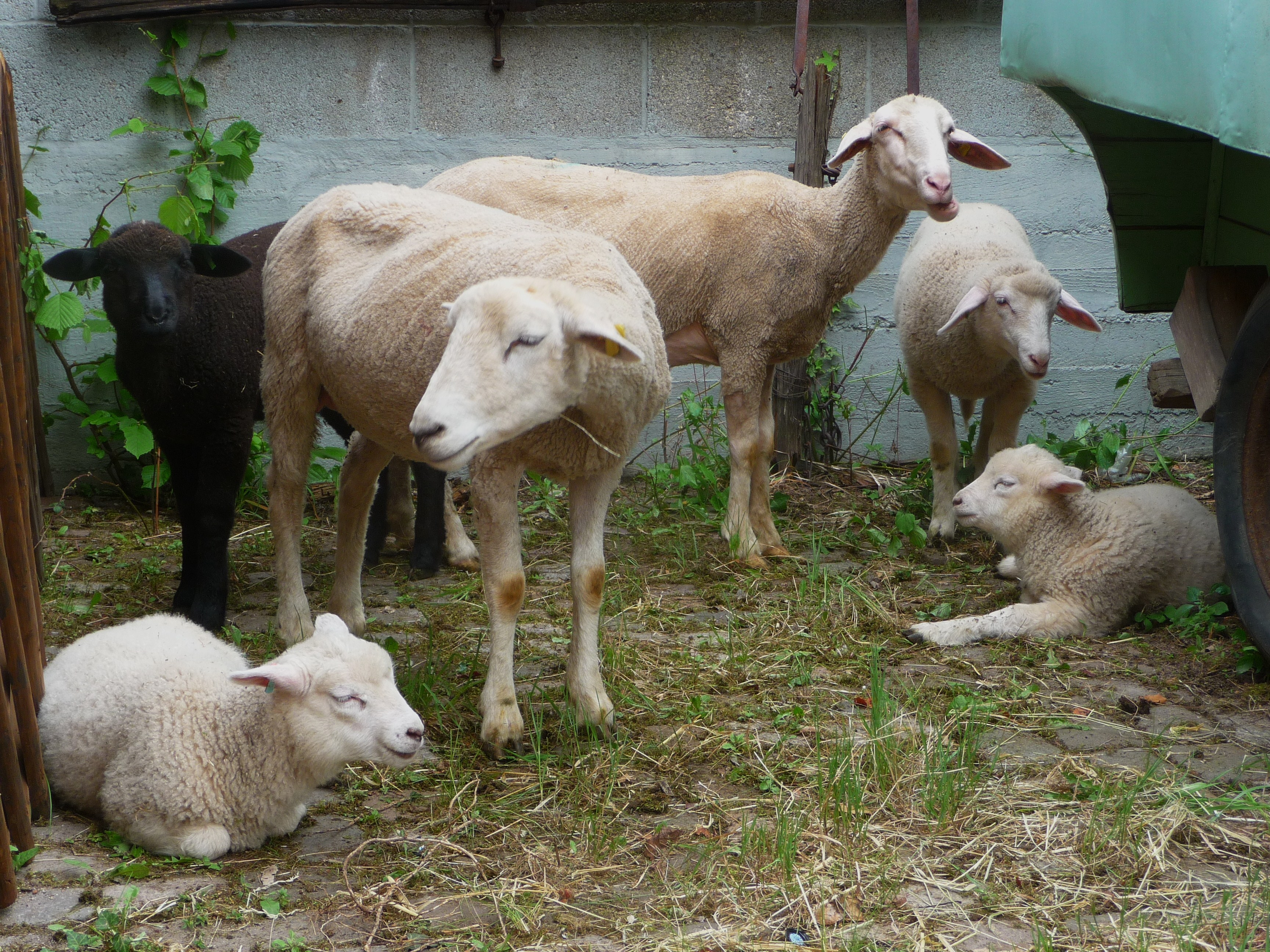
Merinoschapen
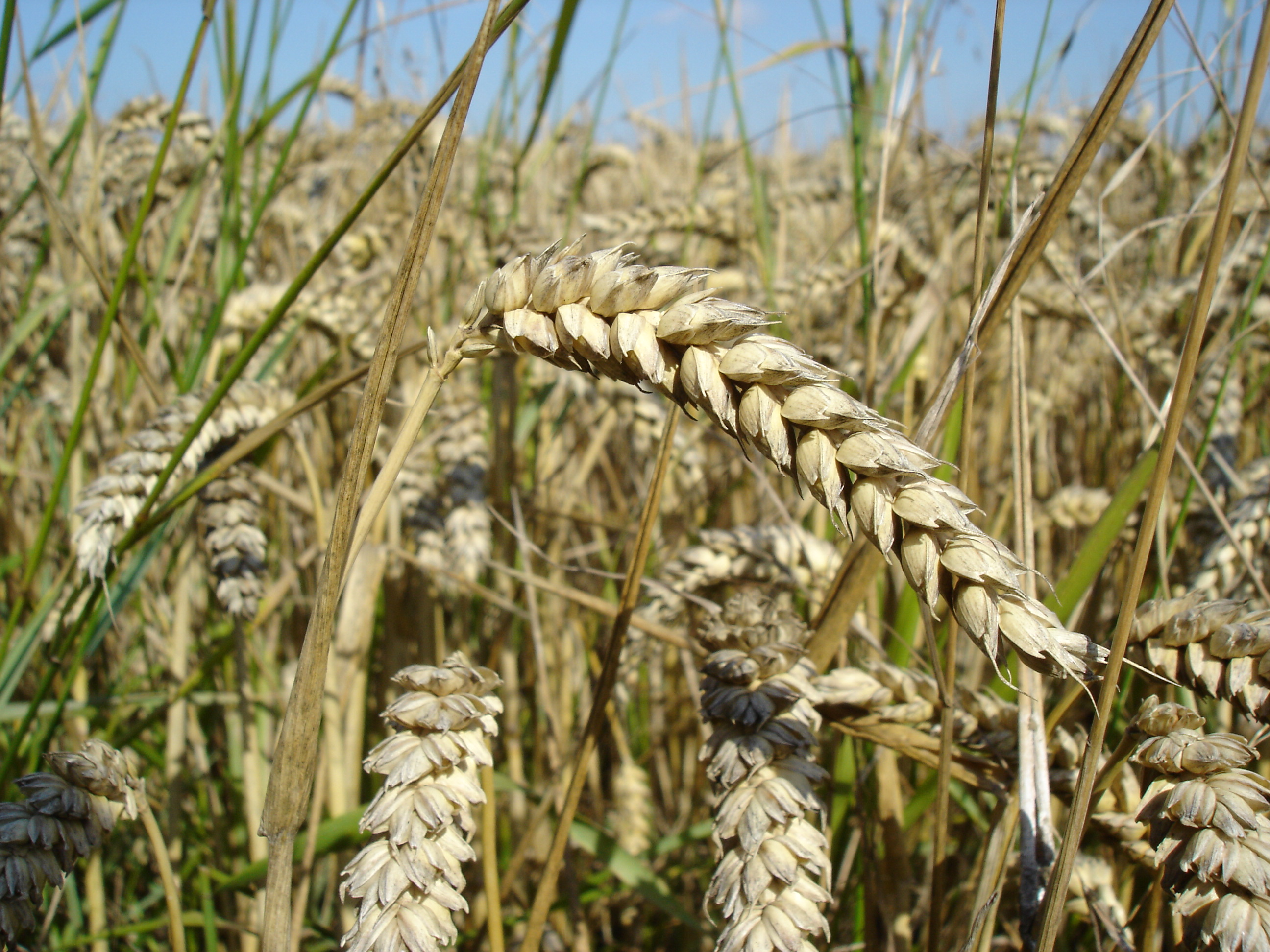
Tarwe

## Klimaat
Barraba heeft hete vochtige zomers en koude droge winters. De hoogste opgetekende temperatuur is 41,8 °C en de laagste opgetekende temperatuur is −9,4 °C. De gemiddelde jaarlijkse regenval is 688,7 mm en de hoogste dagelijkse opgetekende regenval is 194,3 mm op 25 februari 1955.

## Watervoorraad
Barraba haalde water uit de Manillarivier, de Barrababeek en de Connorsbeekdam voordat de Split Rock Dam gebouwd werd. Die dam werd in 1988 gebouwd. Er werd een pijplijn van de dam tot Barraba aangelegd in 2015.

## Fotogalerij

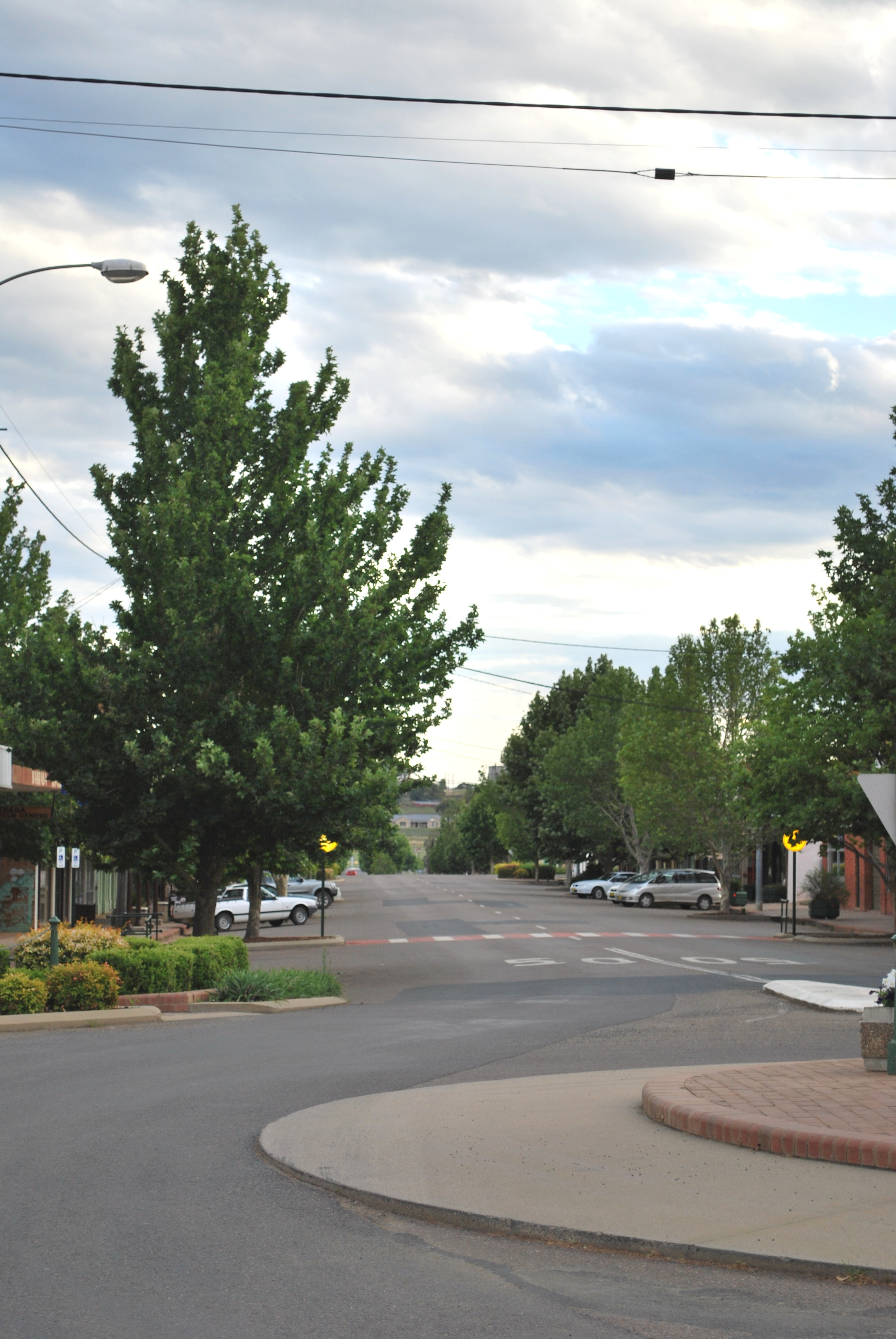
Queen Street is de hoofdstraat van Barraba
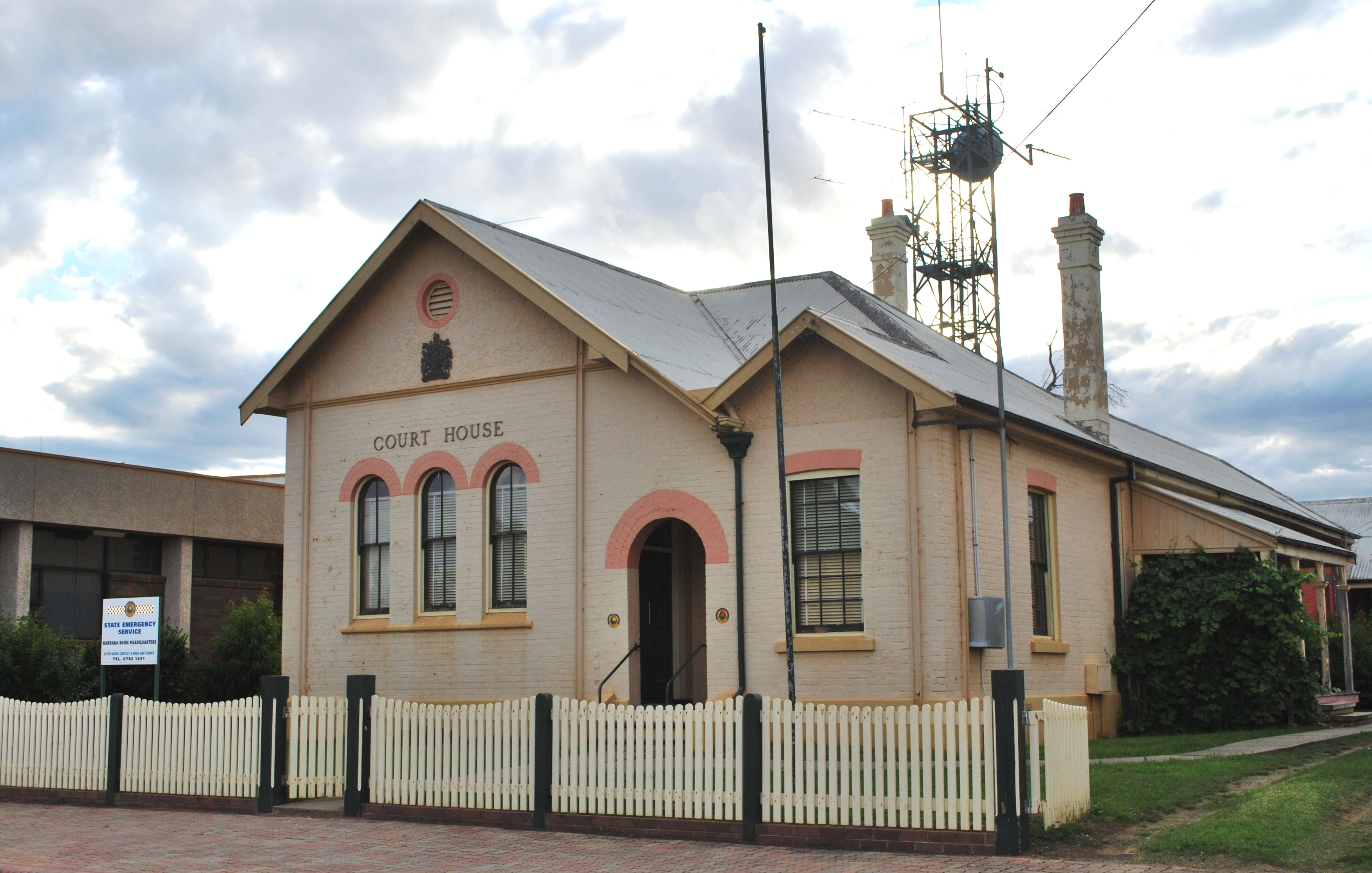
Het gerechtsgebouw, Barraba
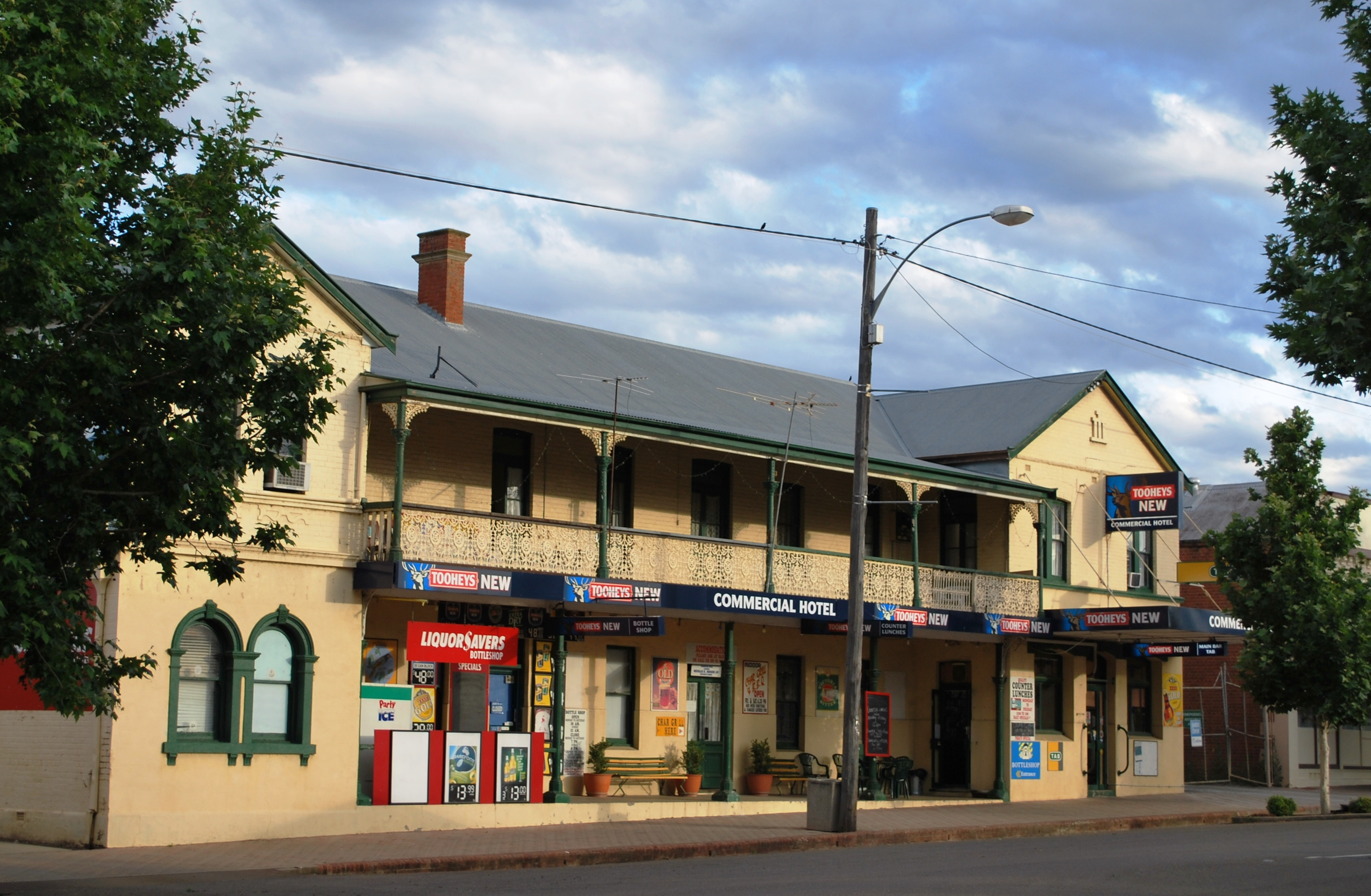
Het Commercial Hotel, Barraba
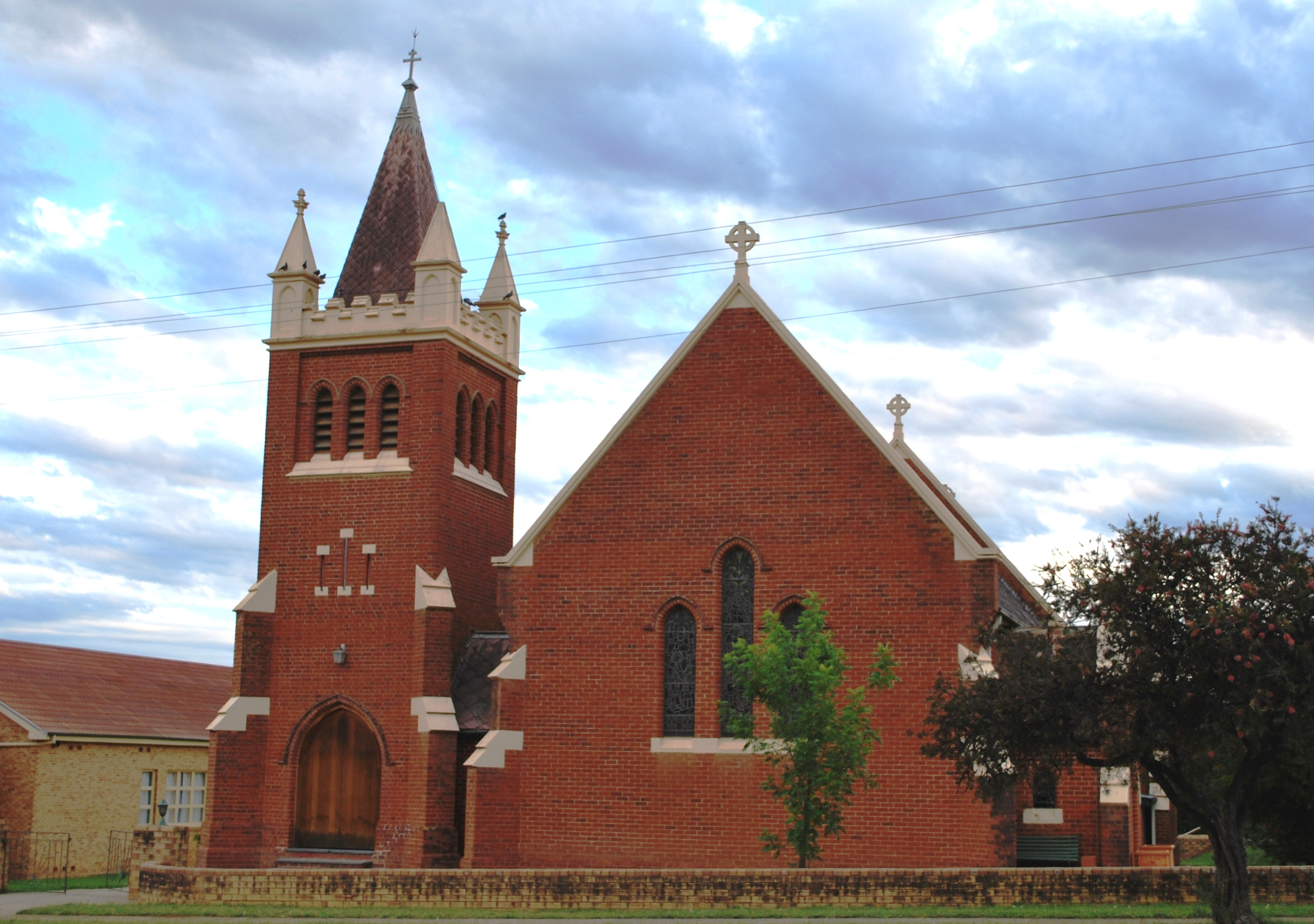
De anglicaanse kerk, Barraba
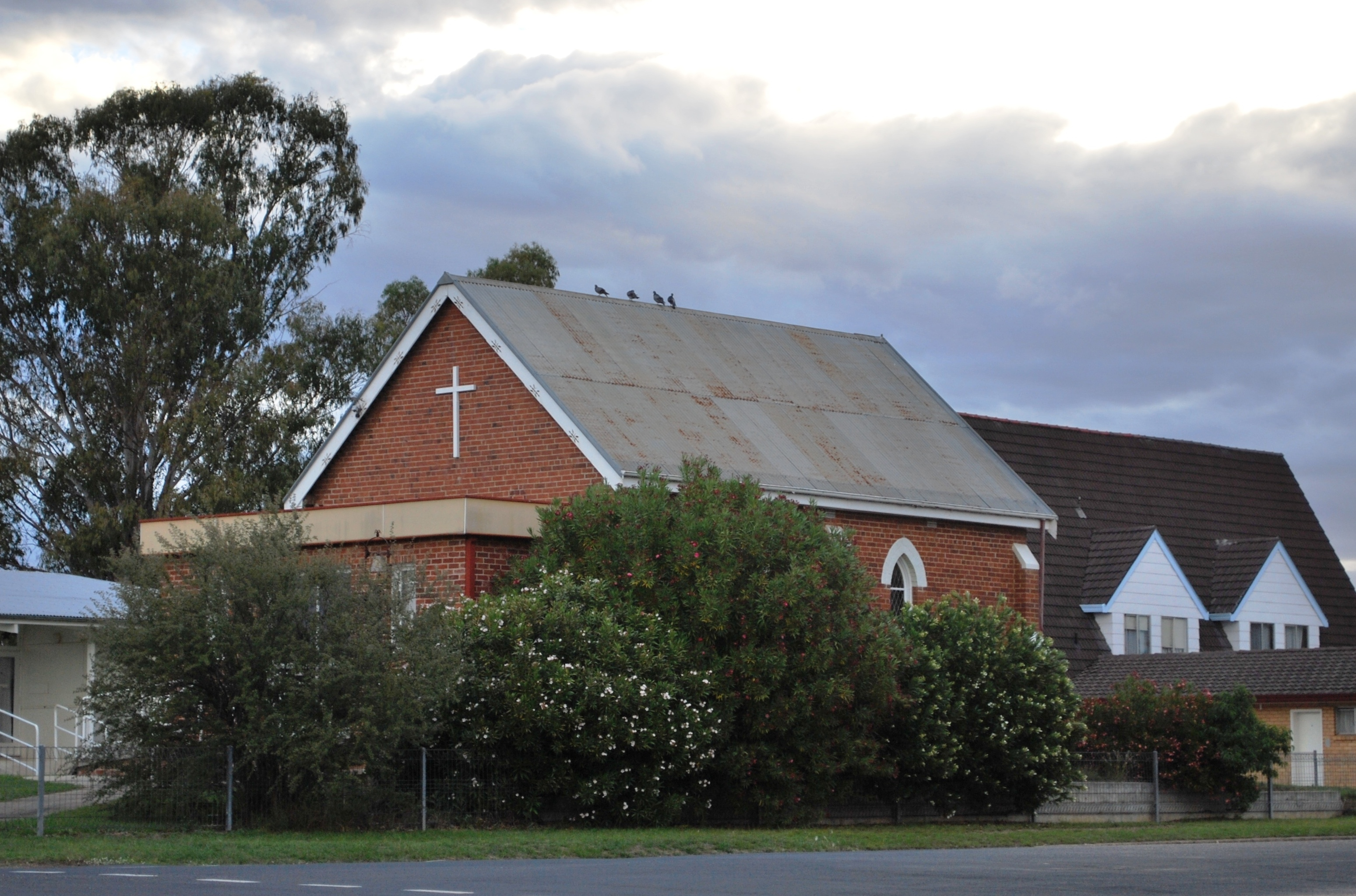
De methodistische kerk, Barraba
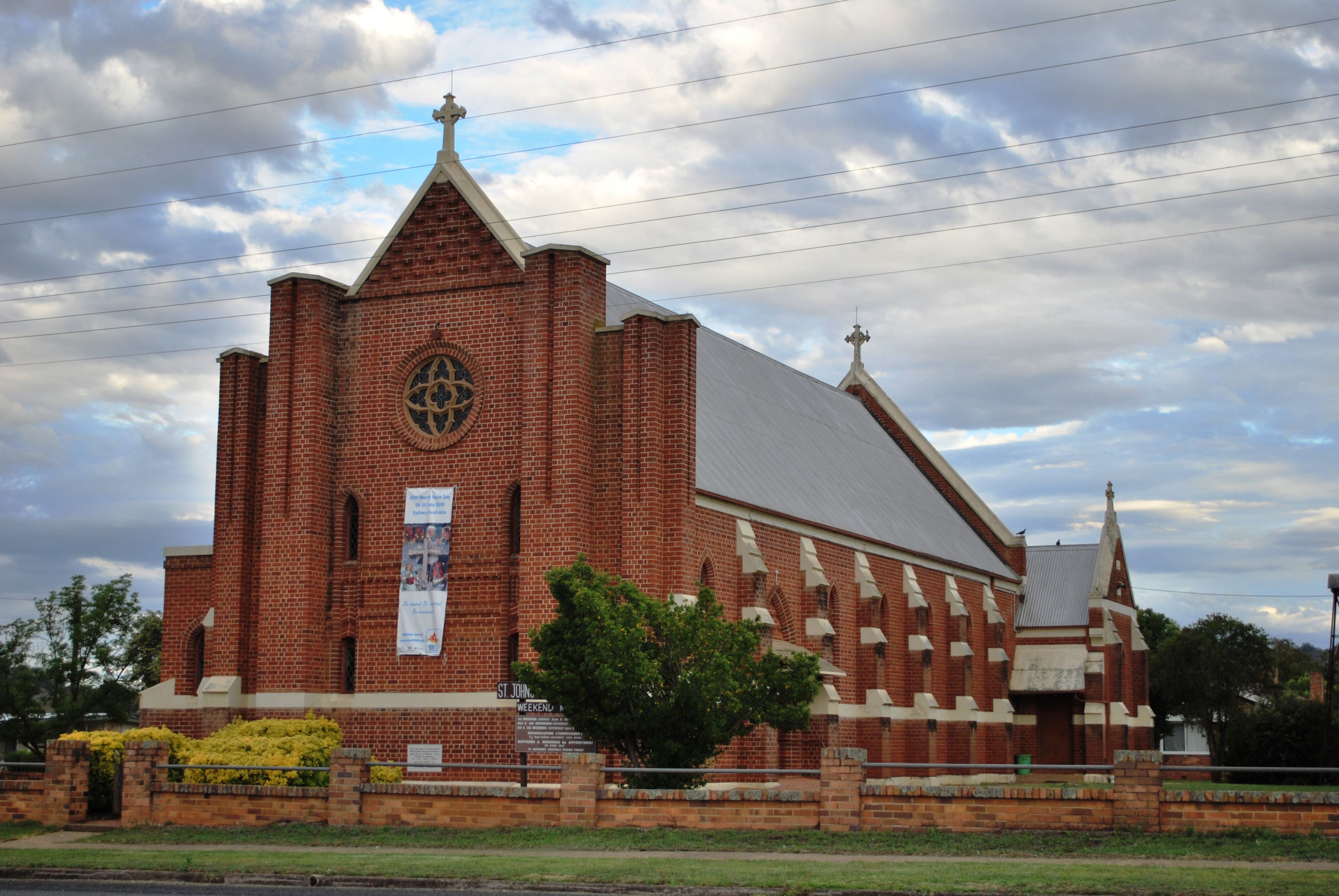
De katholieke kerk, Barraba
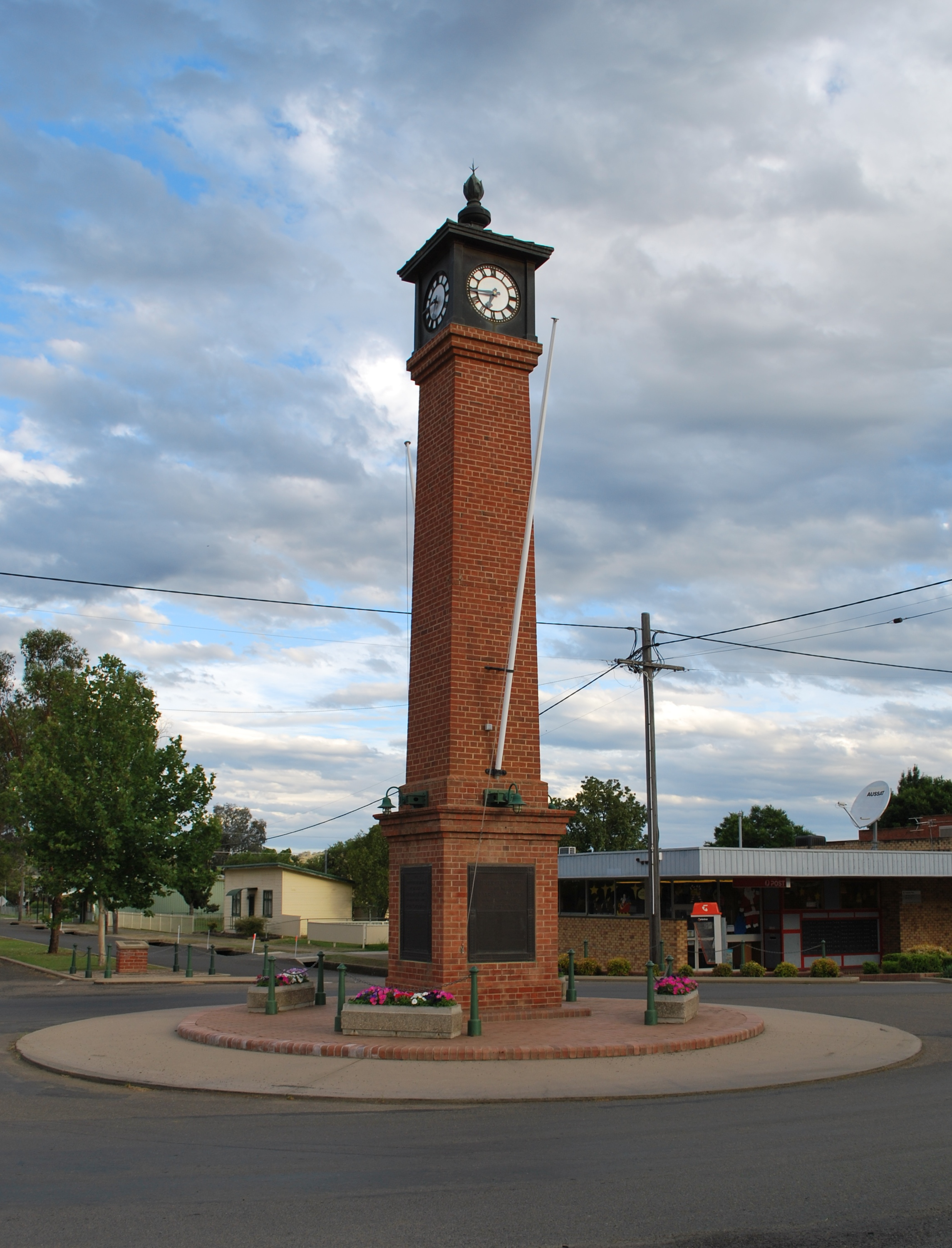
De klokkentoren, Barraba
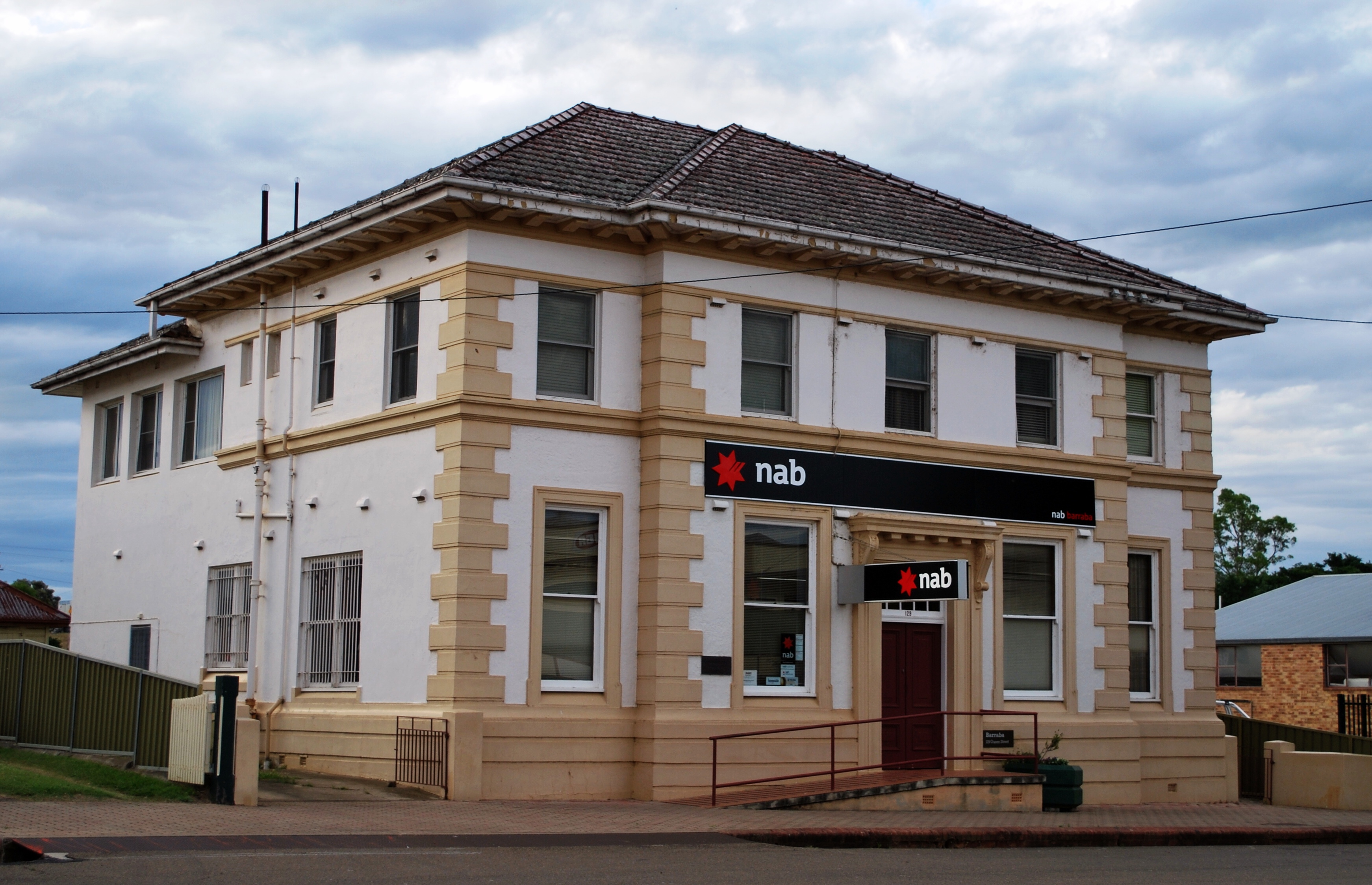
De eerste bank, Barraba
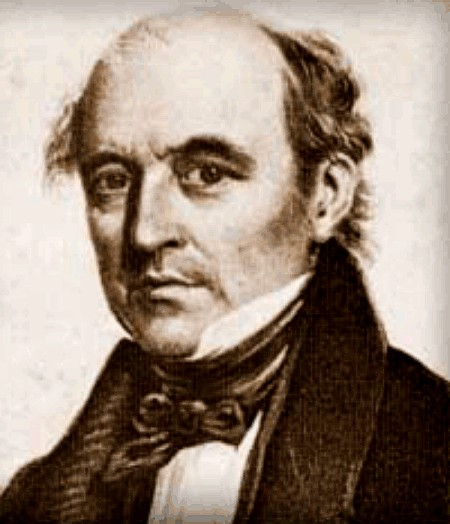
Allan Cunningham
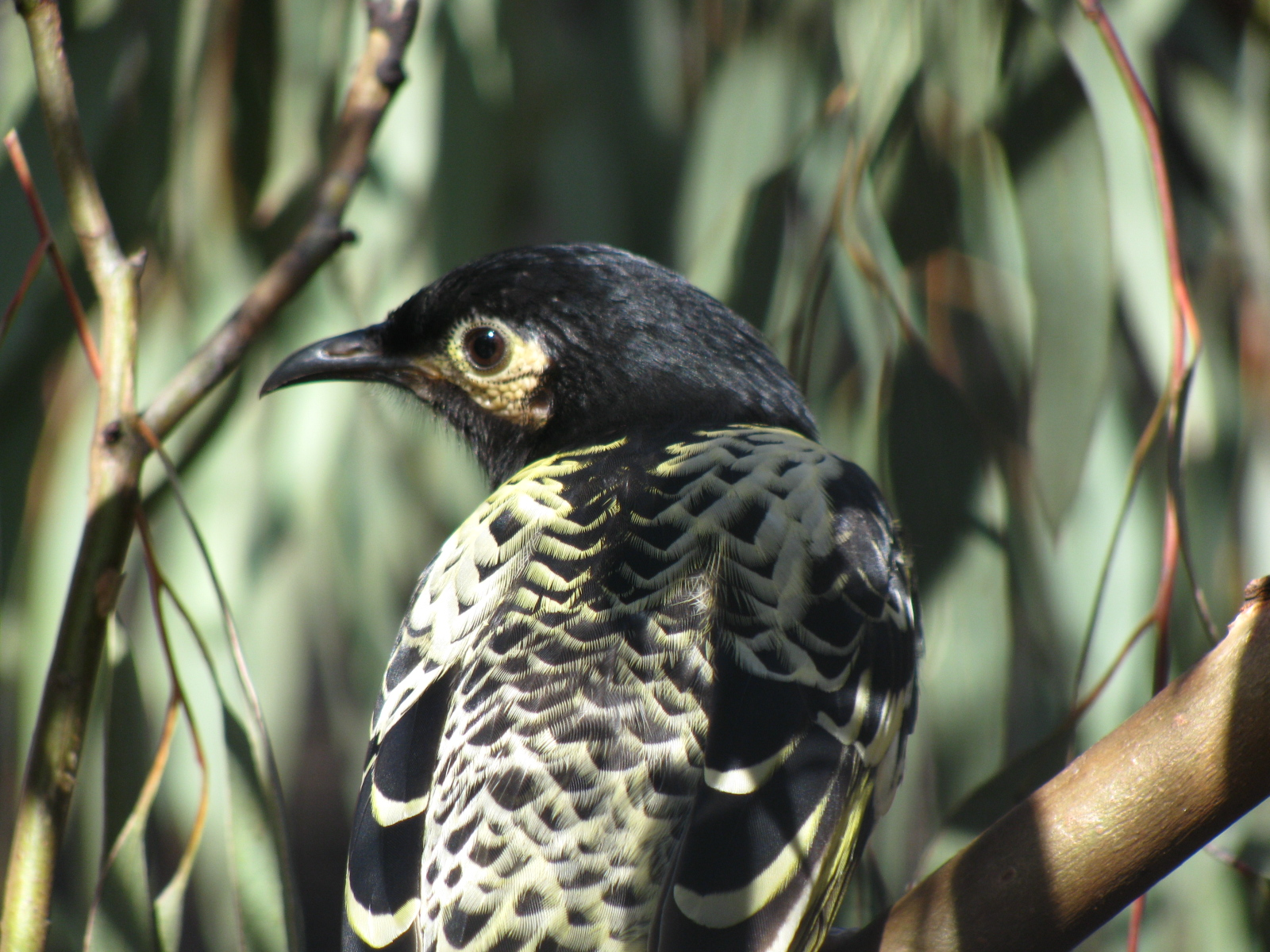
Geschubde lelhoningeter (Anthochaera phrygia)
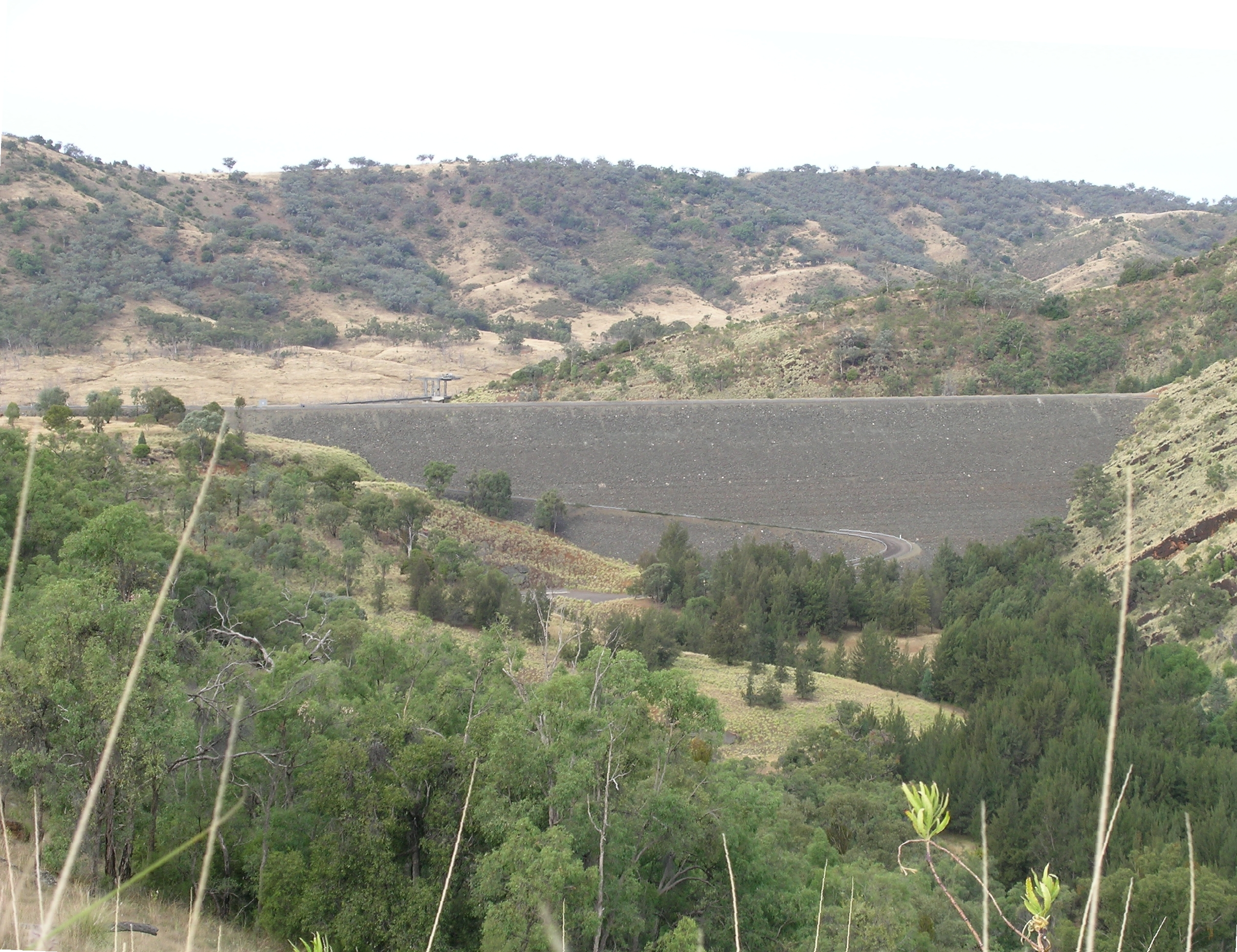
Gespletenrotsdam (Split Rock Dam)
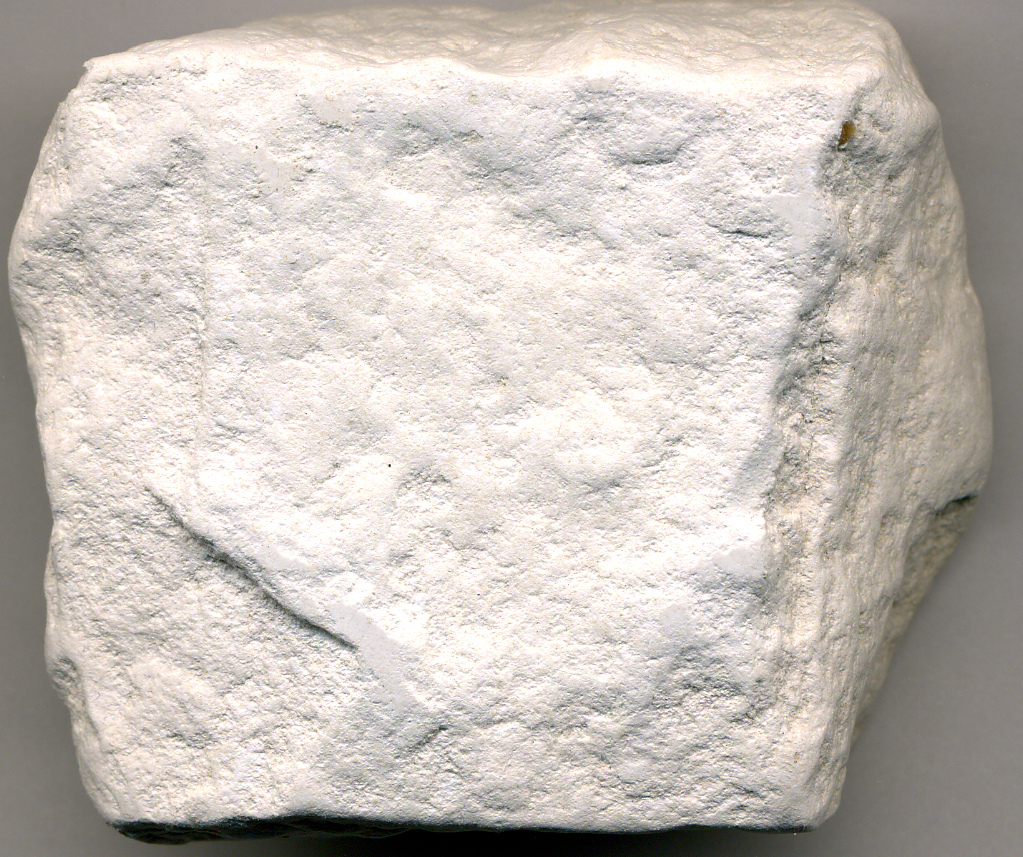
Diatomeeënaarde